# Olympische Sommerspiele 2020/Teilnehmer (Guinea)
| Gelbes Symbol für Goldmedaillen mit stilisierten Olympischen Ringen | Graues Symbol für Silbermedaillen mit stilisierten Olympischen Ringen | Braundes Symbol für Bronzemedaillen mit stilisierten Olympischen Ringen |
| ------------------------------------------------------------------- | --------------------------------------------------------------------- | ----------------------------------------------------------------------- |
| —                                                                   | —                                                                     | —                                                                       |

Guinea nahm mit fünf Sportlern an den Olympischen Spielen 2020 in Tokio teil. Es war die zwölfte Teilnahme an Olympischen Sommerspielen. Am 21. Juli 2021 – zwei Tage vor Beginn der Spiele – sagte Guinea die Teilnahme zunächst ab. Wenige Stunden vor der Eröffnungsfeier wurde diese Entscheidung jedoch zurückgenommen und das Land nahm doch am Einlauf der Nationen und den Spielen teil.

## Teilnehmer nach Sportarten

### Judo
| Athleten          | Wettbewerb | 1. Runde | 1. Runde | 2. Runde           | 2. Runde | Achtelfinale  | Achtelfinale  | Viertelfinale | Viertelfinale | Halbfinale / Trostrunde | Halbfinale / Trostrunde | Finale / Platz 3 | Finale / Platz 3 | Rang |
| Athleten          | Wettbewerb | Gegner   | Ergebnis | Gegner             | Ergebnis | Gegner        | Ergebnis      | Gegner        | Ergebnis      | Gegner                  | Ergebnis                | Gegner           | Ergebnis         | Rang |
| ----------------- | ---------- | -------- | -------- | ------------------ | -------- | ------------- | ------------- | ------------- | ------------- | ----------------------- | ----------------------- | ---------------- | ---------------- | ---- |
| Männer            |            |          |          |                    |          |               |               |               |               |                         |                         |                  |                  |      |
| Mamadou Samba Bah | bis 73 kg  | Freilos  | Freilos  | Tsend-Otschiryn T. | 0:10     | ausgeschieden | ausgeschieden | ausgeschieden | ausgeschieden | ausgeschieden           | ausgeschieden           | ausgeschieden    | ausgeschieden    | 17   |

### Leichtathletik
Laufen und Gehen 
| Athleten           | Wettbewerb | Vorlauf | Vorlauf | Runde 1       | Runde 1       | Halbfinale    | Halbfinale    | Finale        | Finale        | Rang          |
| Athleten           | Wettbewerb | Zeit    | Rang    | Zeit          | Rang          | Zeit          | Rang          | Zeit          | Rang          | Rang          |
| ------------------ | ---------- | ------- | ------- | ------------- | ------------- | ------------- | ------------- | ------------- | ------------- | ------------- |
| Frauen             |            |         |         |               |               |               |               |               |               |               |
| Aïssata Deen Conté | 100 m      | 12,43 s | 7       | ausgeschieden | ausgeschieden | ausgeschieden | ausgeschieden | ausgeschieden | ausgeschieden | ausgeschieden |

### Ringen

#### Freier Stil
Legende: G = Gewonnen, V = Verloren, S = Schultersieg
| Athleten               | Wettbewerb       | Achtelfinale | Achtelfinale | Viertelfinale | Viertelfinale | Halbfinale    | Halbfinale    | Hoffnungsrunde Halbfinale | Hoffnungsrunde Halbfinale | Hoffnungsrunde Finale | Hoffnungsrunde Finale | Finale        | Finale        | Rang |
| Athleten               | Wettbewerb       | Gegner       | Ergebnis     | Gegner        | Ergebnis      | Gegner        | Ergebnis      | Gegner                    | Ergebnis                  | Gegner                | Ergebnis              | Gegner        | Ergebnis      | Rang |
| ---------------------- | ---------------- | ------------ | ------------ | ------------- | ------------- | ------------- | ------------- | ------------------------- | ------------------------- | --------------------- | --------------------- | ------------- | ------------- | ---- |
| Frauen                 |                  |              |              |               |               |               |               |                           |                           |                       |                       |               |               |      |
| Fatoumata Yarie Camara | Klasse bis 57 kg | R. Kawai     | V 2:8        | ausgeschieden | ausgeschieden | ausgeschieden | ausgeschieden | B. Chongordsul            | V 0:10                    | ausgeschieden         | ausgeschieden         | ausgeschieden | ausgeschieden | 12   |

### Schwimmen
| Athleten      | Wettbewerb    | Vorlauf | Vorlauf | Halbfinale    | Halbfinale    | Finale        | Finale        | Rang |
| Athleten      | Wettbewerb    | Zeit    | Rang    | Zeit          | Rang          | Zeit          | Rang          | Rang |
| ------------- | ------------- | ------- | ------- | ------------- | ------------- | ------------- | ------------- | ---- |
| Frauen        |               |         |         |               |               |               |               |      |
| Mariama Touré | 100 m Brust   | DNS     | DNS     | DNS           | DNS           | DNS           | DNS           | DNS  |
| Männer        |               |         |         |               |               |               |               |      |
| Mamadou Bah   | 50 m Freistil | 26,52 s | 61      | ausgeschieden | ausgeschieden | ausgeschieden | ausgeschieden | 61   |